# ستاتيت
الستلايت الذي يعمل بالطاقة الشمسية (من الكلمات ثابت والقمر الصناعي) هو نوع افتراضي من الأقمار الصناعية التي تستخدم الشراع الشمسي لتعديل مداره باستمرار بطرق لا تسمح بها الجاذبية وحدها. عادةً الستالايت الذي يعمل بالطاقة الشمسية سوف تستخدم الشراع الشمسي «لتحوم» بالموقع التي خلاف ذلك لن تكون متاحة كمدار ثابت متزامن مع الأرض. الستالايت الذي يعمل بالطاقة الشمسية تم اقتراحه الذي سوف يبقى في مواقع ثابتة عالية فوق أقطاب الأرض، باستخدام أشعة الشمس المنعكسة لمواجهة الجاذبية التي تسحبهم للأسفل. الستالايت الذي يعمل بالطاقة الشمسية قد تستخدم أيضاً أشرعة لتغيير شكل أو سرعة أكثر للمدارات التقليدية، اعتماداً على الغرض من الستالايتات التي تعمل بالطاقة الشمسية معينة.
المفهوم للستالايت الذي يعمل بالطاقة الشمسية تم اختراعه بشكل مستقل وفي نفس الوقت تقريبا الذي (Colin Mclnnes)(الذي صاغ مصطلح «الستالايت الذ يعمل بالطاقة الشمسية»)، و (Robert L. Forward) من قبل (Robert Farquhar) الذي استخدم مصطلح «مدار الهالة»(لا يجب اللبس بينه وبين نوع مدار الهالة الذي اكتشفه فيما بعد، تم استخدام المصطلحين«مدار غير كبلري» و«نقطة لاغرانج الاصطناعية» كتعميم للمصطلحات المذكورة أعلاه.
لم يتم نشر أي ستلايت الذي يعمل بالطاقة الشمسية حتى الآن، حيث أن تكنولوجيا الشراع لا تزال في بداياتها. كانت مهمة الإبحار،L1 الغتها ناسا هدفا معلنا وهو الطيران لنقطة لاغرانج الاصطناعية بالقرب من نقطة الأرض/الشمس (Sunjammer) الشمسي لإثبات جدوى مفهوم مهمة التحذير من العواصف المغنطيسية الأرضية (جوستورم) الذي اقترحه نوواز بارتيشيا موليجان (Patricia Mulligan).